# Jean Van Den Bosch
Jean Van Den Bosch (ur. 5 sierpnia 1898 w Brukseli, zm. 1 lipca 1985 w Molenbeek-Saint-Jean) – belgijski kolarz szosowy i torowy, dwukrotny medalista olimpijski.

## Kariera
Największe sukcesy w karierze Jean Van Den Bosch osiągnął w 1924 roku, kiedy zdobył dwa medale podczas igrzysk olimpijskich w Paryżu. Wspólnie z Auguste’em Parfondrym i Henrim Hoevenaersem zdobył srebro w drużynowej jeździe na czas. W rywalizacji indywidualnej van den Bosch uplasował się na dziesiątej pozycji. Na tych samych igrzyskach razem z Léonardem Daghelinckxem, Fernandem Saivé i Henrim Hoevenaersem wywalczył również brązowy medal w drużynowym wyścigu na dochodzenie. Nigdy nie zdobył medalu na szosowych ani torowych mistrzostwach świata.